# Rainer Feist
Rainer Feist (* 12. April 1945 in Cuxhaven; † 19. Mai 2007 in Timmendorfer Strand) war ein deutscher Admiral der Deutschen Marine. Von 2000 bis 2002 war er Stellvertreter des Generalinspekteurs der Bundeswehr und Beauftragter für Reservistenangelegenheiten und von 2002 bis 2004 stellvertretender NATO-Oberbefehlshaber (Deputy Supreme Allied Commander Europe; DSACEUR) im NATO-Hauptquartier SHAPE in Mons (Belgien).

## Militärische Laufbahn
Nach dem Schulabschluss verpflichtete sich Feist 1966 als Offizieranwärter in der Bundeswehr. Zwei Jahre später, 1968, schloss er die Marineschule Mürwik erfolgreich ab und diente danach als Wach- und Torpedooffizier an Bord von Schnellbooten und Zerstörern. Danach absolvierte er von 1974 bis 1975 die Ausbildung zum U-Jagd-Offizier und später den Admiralstabslehrgang an der Führungsakademie der Bundeswehr in Hamburg. 1979 wurde Feist Kommandant des Schnellbootes Greif, das zum 2. Schnellbootgeschwader in Olpenitz gehörte.
Von 1981 bis 1983 war Feist als Referent für Politisch-Militärische Angelegenheiten im Führungsstab der Streitkräfte im Bundesministerium der Verteidigung in Bonn eingesetzt. Nach einer einjährigen Verwendung als stellvertretender Kommandeur des 7. Schnellbootgeschwaders in Kiel wurde Feist von 1984 bis 1987 Abteilungsleiter „Planung“ im NATO-Hauptquartier BALTAP in Karup (Dänemark). Danach übernahm er von 1987 bis 1990 das Kommando über das 2. Schnellbootgeschwader in Olpenitz und wurde von 1990 bis 1991 als Ausbilder an der Führungsakademie der Bundeswehr eingesetzt. Nun wurde er zum Referatsleiter für Politisch-Militärische Angelegenheiten im Führungsstab der Streitkräfte in Bonn bestellt. 1994 wurde Feist Chef des Stabes der PfP-Koordinationsstelle im NATO-Hauptquartier SHAPE in Mons. Von 1998 bis 2000 diente er als stellvertretender Befehlshaber und Chef des Stabes im Flottenkommando in Glücksburg. Im April 2000 übernahm er den Posten des Befehlshabers des Wehrbereichskommandos I - Küste in Kiel, den er bis zum September 2000 innehatte. Im Oktober 2000 wurde Feist zum Vizeadmiral befördert und Stellvertreter des Generalinspekteurs der Bundeswehr und Beauftragter für Reservistenangelegenheiten.
Zum Admiral befördert übernahm Feist am 18. September 2002 den Posten des Deputy Supreme Allied Commander Europe (DSACEUR). Im Februar 2003 übernahm er zudem das EUFOR-Kommando als Operationsbefehlshaber der Operation Concordia in Mazedonien.
Am 15. September 2004 wurde er durch den Bundesminister der Verteidigung, Peter Struck, im Rahmen eines Großen Zapfenstreichs aus dem aktiven Dienst entlassen. Feist starb am 19. Mai 2007 in Timmendorfer Strand an einer Krebserkrankung. Er hinterließ eine Frau und zwei Söhne.